# Malerisaurus
Malerisaurus — вимерлий рід архозавроморфів, відомий з Андхра-Прадеш в Індії та Техасу в США.

## Опис
Малерізавр був архозавроморфом середнього розміру, довжина якого становила в середньому 1,2 метра. Malerisaurus відомий з голотипу ISIR 150, двох зчленованих і майже повних скелетів, які були виявлені як імовірний шлунковий вміст двох скелетів Parasuchus hislopi. Його було зібрано з нижньої формації Малері, яка датується пізнім карнійським або раннім норійським етапом пізнього тріасу. Malerisaurus robinsonae був маленьким архозавроморфом, який, ймовірно, міг лазити по деревах і плавати. Череп має певні пристосування до дієти м'ясоїдних, але, тим не менш, неспеціалізований і, ймовірно, більше комахоїдний. Malerisaurus, який розглядається як діапсидний череп, демонструє примітивну та розвинену фацію в його незатверділому латеросфеноїді, відсутність передніх і нижньощелепних фенестр, грацільну форму, примітивні пояси, подовжені шийні відділи та відсутність шкірного панцира. Чаттерджі (1980) відніс його до підряду Prolacertiformes, який наразі представляє чотири родини: Sharovipterygidae, Protorosauridae, Prolacertidae та Tanystropheidae. Чаттерджі тимчасово вважав Malerisaurus близьким до Protorosaurus.
Другий вид, M. langstoni, відомий з голотипу TMM 31099-11, часткового, але погано збереженого скелета. Його було зібрано в крейдяному кар’єрі Отіс 2 (місцевість TMM 31099) із формації Колорадо-Сіті, група Чінле, що відноситься до раннього карнійського періоду пізнього тріасу, приблизно 228–227,5 мільйонів років тому. Він був знайдений в окрузі Говард штату Техас. Шпільман та ін. (2006) переописали типовий матеріал M. langstoni і дійшли висновку, що його неможливо відрізнити від типового виду Trilophosaurus, T. buettneri, і, таким чином, M. langstoni представляє його молодший синонім.
Nesbitt та ін. (2017) переосмислили Malerisaurus як архозавроморфа алокотозавра, що належить до родини Azendohsauridae. У 2021 році Несбітт та ін. ще раз подивився на Malerisaurus і виявив, що це рано дивергентний м'ясоїдний азендохзаврід, що пізно вижив. Це дослідження також виявило, що M. langstoni є дійсним і окремим видом Malerisaurus.